# Sa Dragonera
Sa Dragonera (die Dracheninsel) ist eine unbewohnte Felseninsel vor der Westküste der spanischen Mittelmeerinsel Mallorca. Sie wird von deren westlichstem Punkt, der Punta Negra, durch den an der schmalsten Stelle 780 Meter breiten Canal des Freu getrennt. Dragonera gehört wie Mallorca zur Gruppe der Balearischen Inseln. Ihr Name wurde zum einen auf ihr besonderes Erscheinungsbild zurückgeführt, das einem Drachen ähnelt, und zum anderen auf die unzähligen dort lebenden Eidechsen. Wissenschaftler leiten ihn aber vom lateinischen tracones ab, das im Mittelalter für unterirdische Wasserleitungen stand und auf die wichtige Rolle der Insel (insbesondere der Cova de sa Font) für die Wasserversorgung antiker Schiffe hindeutet, die diese Gegend befuhren.
Die Insel Dragonera hat eine Fläche von 288 Hektar, dabei hat sie eine Ausdehnung von 4,2 Kilometer Länge und eine Breite von bis zu 900 Metern. Politisch gehört Dragonera zur Gemeinde Andratx. An der höchsten Erhebung, dem 353 Meter hohen Na Pòpia, steht der ehemalige Leuchtturm Far de Na Pòpia, weshalb der Berg auch Puig des Far Vell genannt wird.
Die autofreie Insel wurde bereits 1987 von der Inselverwaltung Mallorcas erworben und durch den Erlass 7/1995 vom 26. Januar 1995 der Regierung der Balearen zusammen mit den Mallorca vorgelagerten Inseln Es Pantaleu und Illa Mitjana (39° 35′ 8″ N, 2° 20′ 29,5″ O) zum Naturpark Sa Dragonera erklärt. Das Gebiet wurde von Spanien auch als Europäisches Vogelschutzgebiet und als Flora-Fauna-Habitat-Gebiet gemeldet und ist damit Teil des europäischen Schutzgebietsnetzes Natura 2000.

## Geografie

### Erscheinungsbild

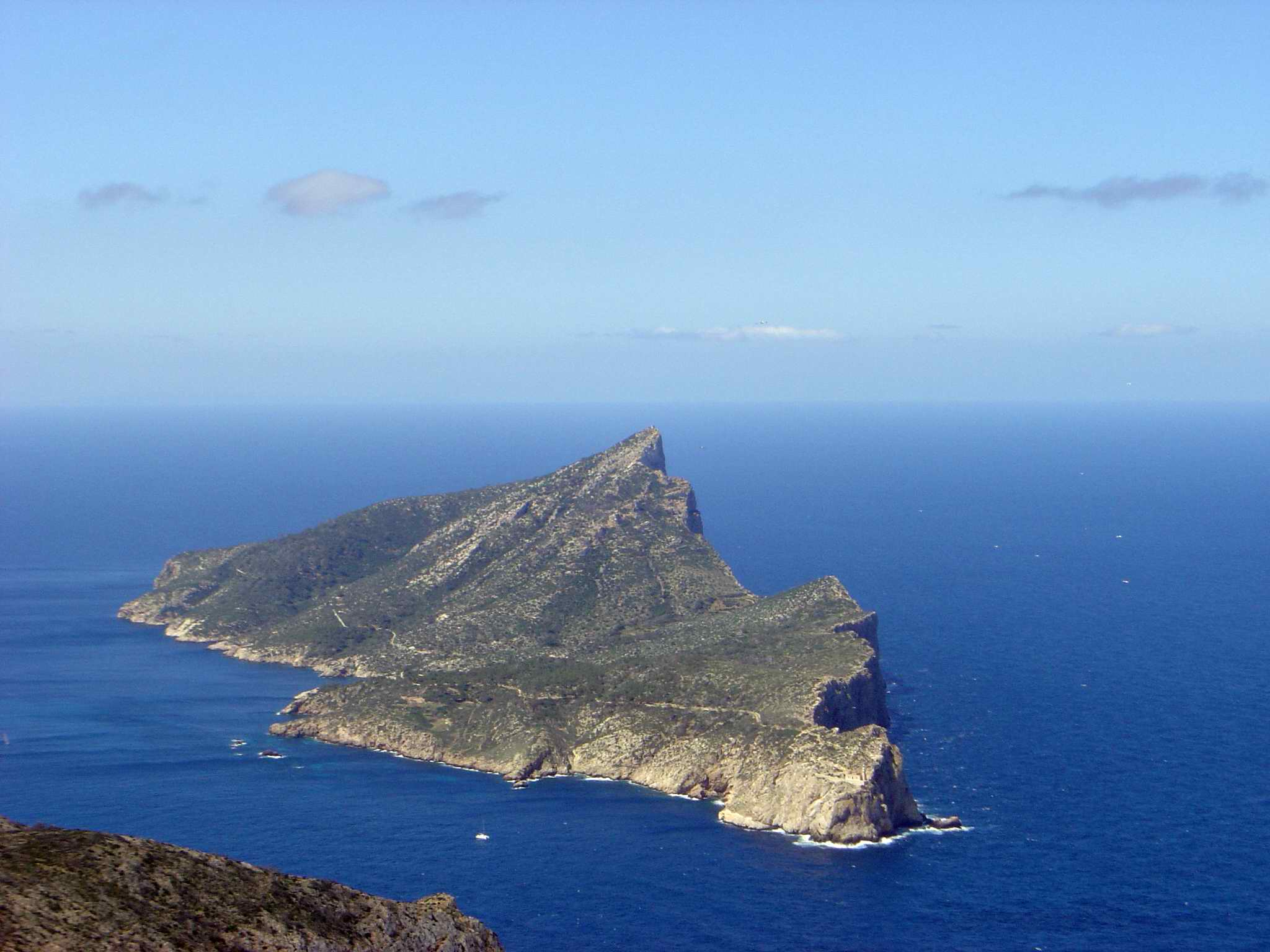
Blick von ONO

Im Längsschnitt, etwa von Sant Elm aus gesehen, bietet die Insel tatsächlich den Anblick eines Drachen: Im Südwesten bei Cap des Llebeig der ins Wasser gelagerte Kopf, ein Rückgrat mit den „Schuppen“ Puig des Aucells (312 m) und Na Pòpia (353 m) und ein sanft auslaufender Schweif bis Cap de Tramuntana im Nordosten.
Im Querschnitt dagegen, etwa von Nordosten aus gesehen, gleicht die Insel einem rechtwinkeligen Dreieck: Während das Land von Südosten her steil, doch begehbar, ansteigt, bildet die dem offenen Mittelmeer zugewandte Nord-West-Seite eine Steilküste, an der die Felsen mehrere Hundert Meter tief meist senkrecht, zum Teil überhängend, zum Meer abfallen.

### Landesgestalt
Vom Naturhafen Cala Lladó zieht sich ein Tälchen hinauf zur Inselkante, in dem sich das Wasser sammelt und einige landwirtschaftlich nutzbare Terrassen angelegt sind. Der Rest der Insel besteht aus felsdurchsetzter Macchia oder steilen Schrofen. Die Nordwestseite bilden unzugängliche Felsabstürze.
Zum Nordosten der Insel führt heute ein angelegter Weg, zum Südwesten ein Sträßchen. Auf den Gipel des Na Pòpia gelangt man auf einem Eselspfad, der heute als Wanderweg ausgewiesen ist.

### Fauna

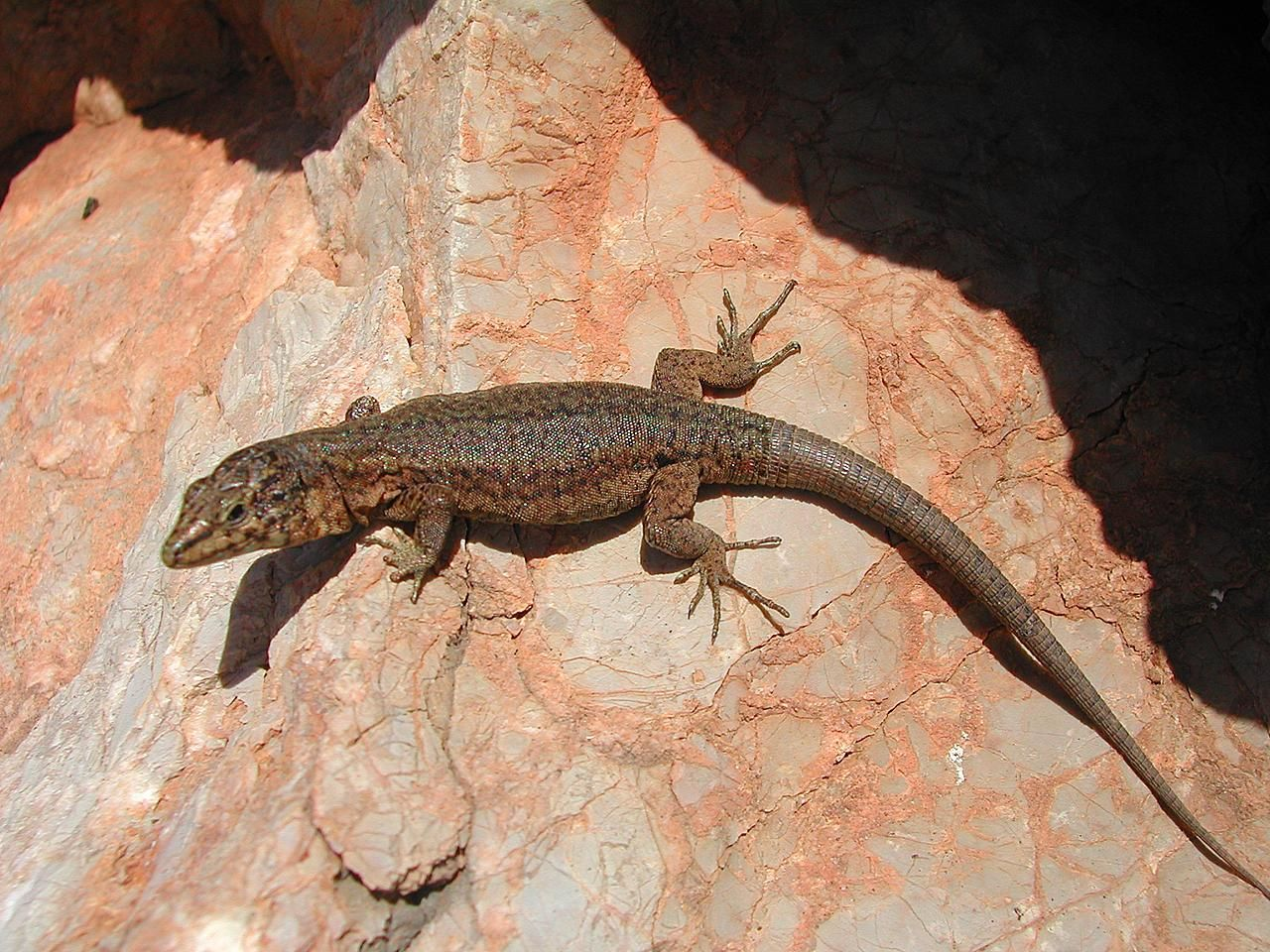
Dragonera-Eidechse
(Podarcis lilfordi giglioli)

Auf Dragonera hat sich eine endemische Unterart der Balearen-Eidechse herausgebildet, die Dragonera-Eidechse (Podarcis lilfordi ssp. giglioli). Sie ist – neben Geburtshelferkröten – wohl das einzige landlebende Wirbeltier, das schon vor der Ankunft des Menschen auf der Insel heimisch war.
Der Eleonorenfalke (Falco eleonorae) hat in den Klippen im Nordwesten der Insel seine größte Brutkolonie im westlichen Mittelmeer und auch der Wanderfalke (Falco peregrinus) ist dort heimisch. Die Insel beherbergt mit etwa 400 Brutpaaren eine der größten Kolonien des stark bedrohten Balearensturmtauchers. Bis in die 1950er Jahre lebten in Grotten der Südostküste noch Mittelmeer-Mönchsrobben. Eine Höhle nahe der Cala Lladó wird heute noch – nach dem katalanischen Namen dieser Tiere – „Cova des Vell Marí“ genannt.
Weitere typische Tierarten sind:
- Mittelmeer- (Larus michahellis) und Korallenmöwe (Larus audouinii)
- Samtkopf- (Sylvia melanocephala) und Sardengrasmücke (Sylvia sarda ssp. balerica)
- Sepiasturmtaucher (Puffinus diomedea)

### Flora

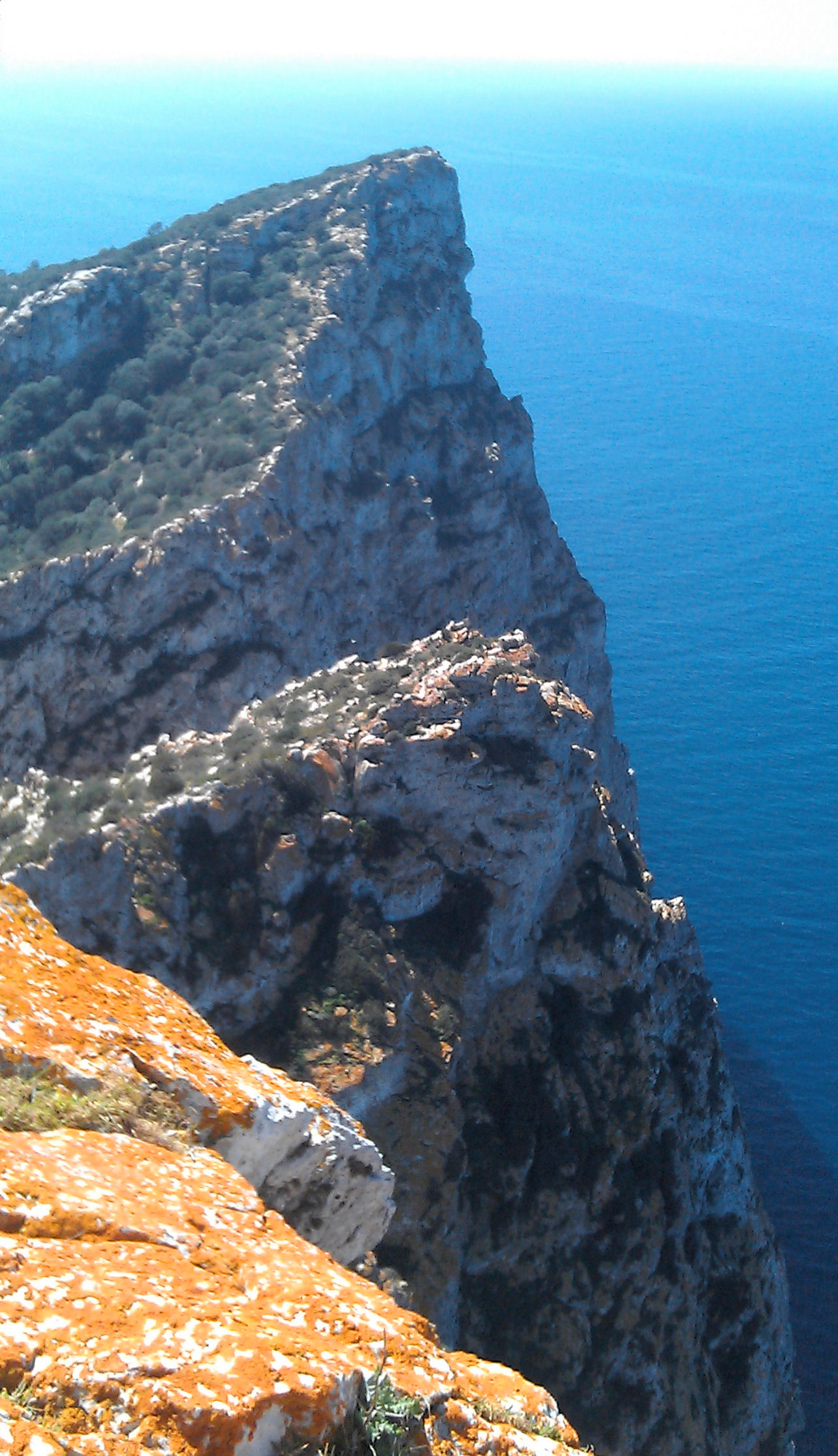
Flechten in den NW-Abstürzen

Auf Dragonera gibt es etwa 380 Pflanzenarten. Ein Viertel der auf den Balearen vorkommenden Arten ist hier vertreten. Circa 5 % davon sind endemisch. Insbesondere die nordwestlichen Felsabstürze – feucht, sonnenarm und unzugänglich für die jahrhundertelang auf der Insel heimischen Pflanzenfresser – sind ein Rückzugsgebiet für viele Pflanzenarten. Hier wächst auch eine Flechte, die früher als Textilfarbe hochbegehrt war und zu diesem Zweck von den Mallorquinern unter Lebensgefahr geerntet wurde.
In den dem Salzwind und den Wellen ausgesetzten Küstenstreifen gedeihen angepasste Pflanzen wie der Meerfenchel (Crithmum maritimum). Endemisch für den Naturpark Dragonera und die angrenzende mallorquinische Küste ist eine Strandfliederart, Limonium dragonericum. Der Dornlattich (Launaea cervicornis) kommt nur auf Mallorca und Menorca vor.
Die überwiegende Fläche der Insel wird von mediterraner Macchie eingenommen. Weit verbreitet sind zum Beispiel Rosmarinsträucher (Rosmarinus officinalis) und Ruten-Wundklee (Anthyllis cytisoides).

### Klima
Die durchschnittliche Niederschlagsmenge liegt bei 350 mm. In den Monaten September und Dezember werden die stärksten Niederschläge registriert.

## Geschichte

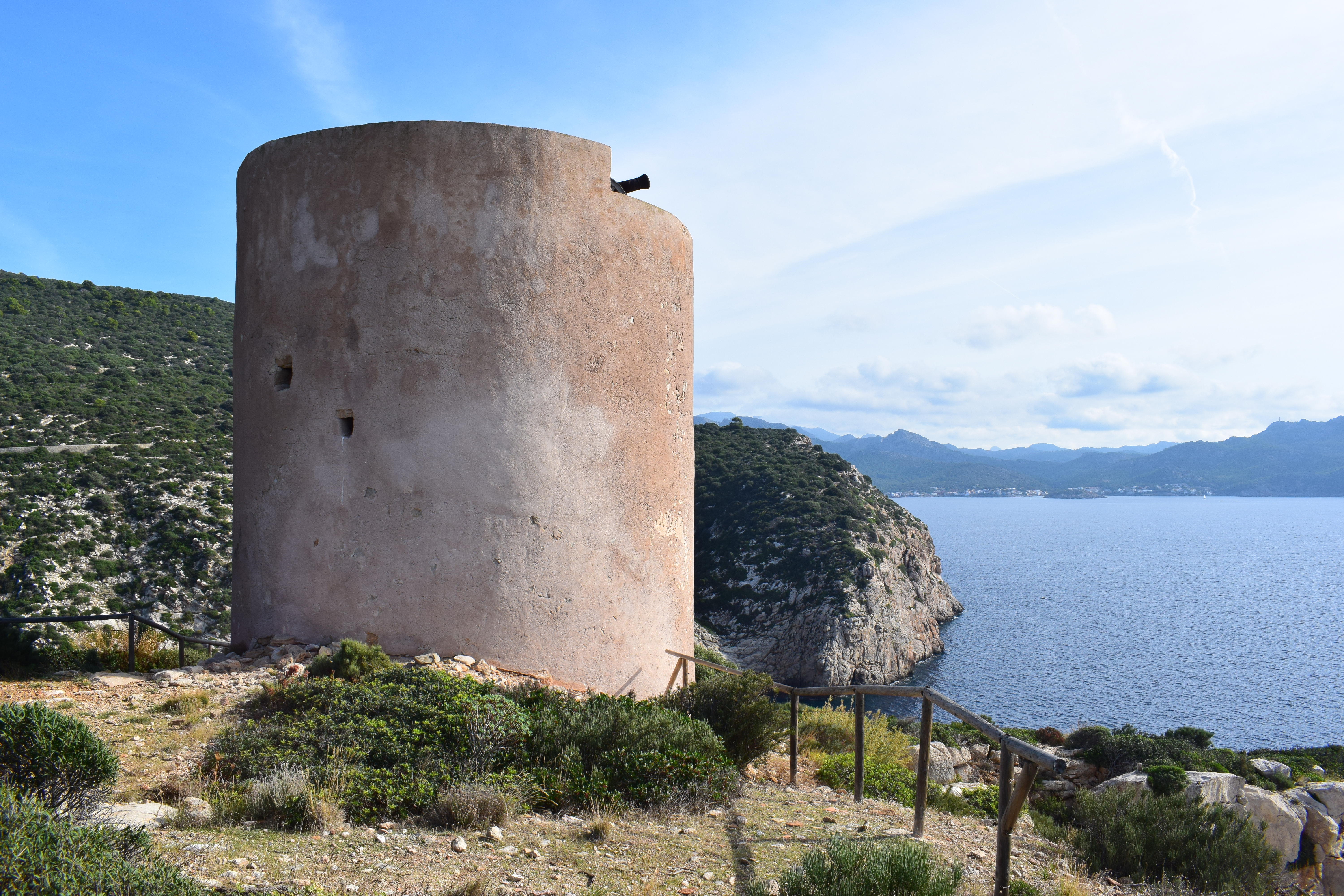
Der Torre de Llebeig von 1585

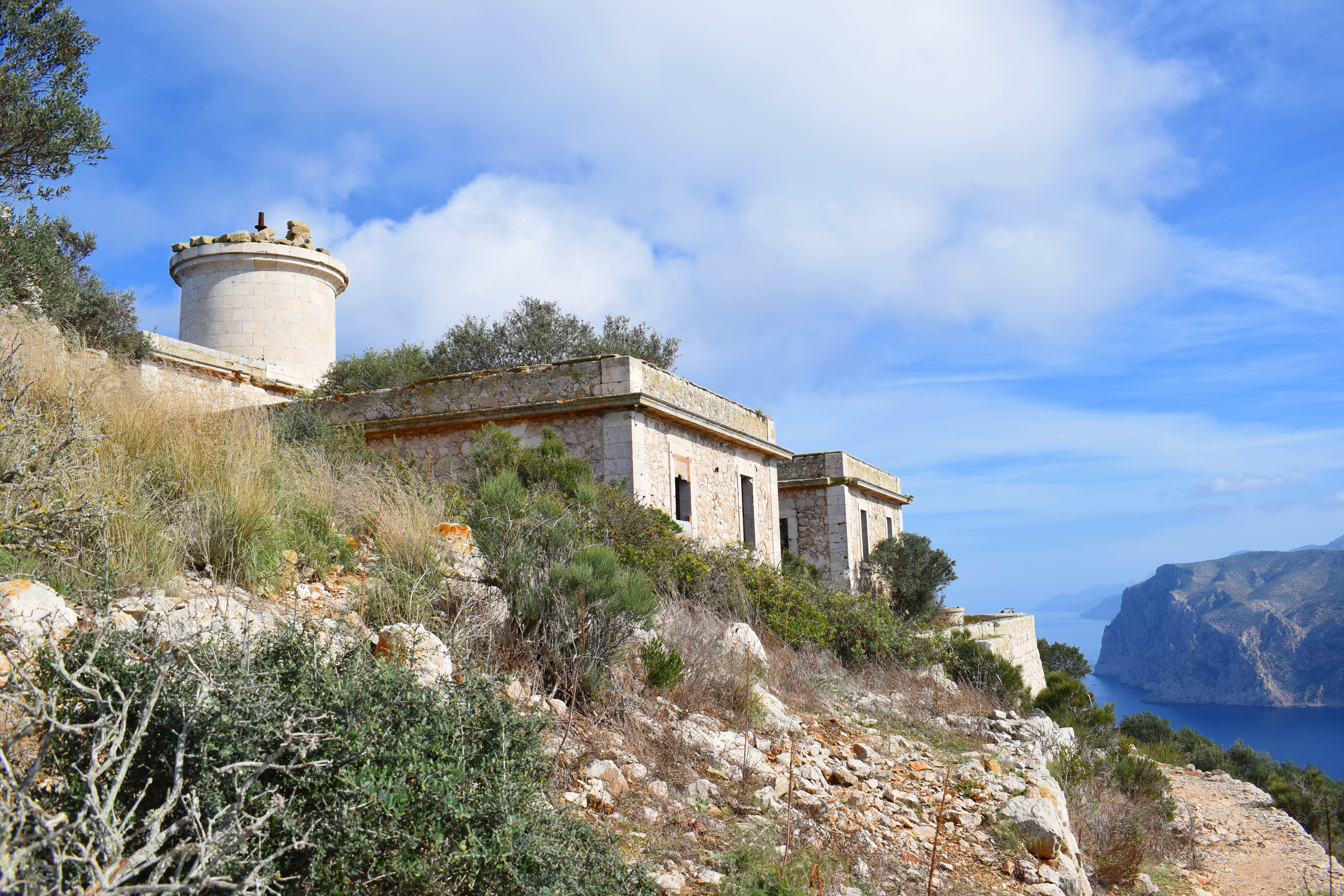
Die Ruine des Far de Na Pòpia

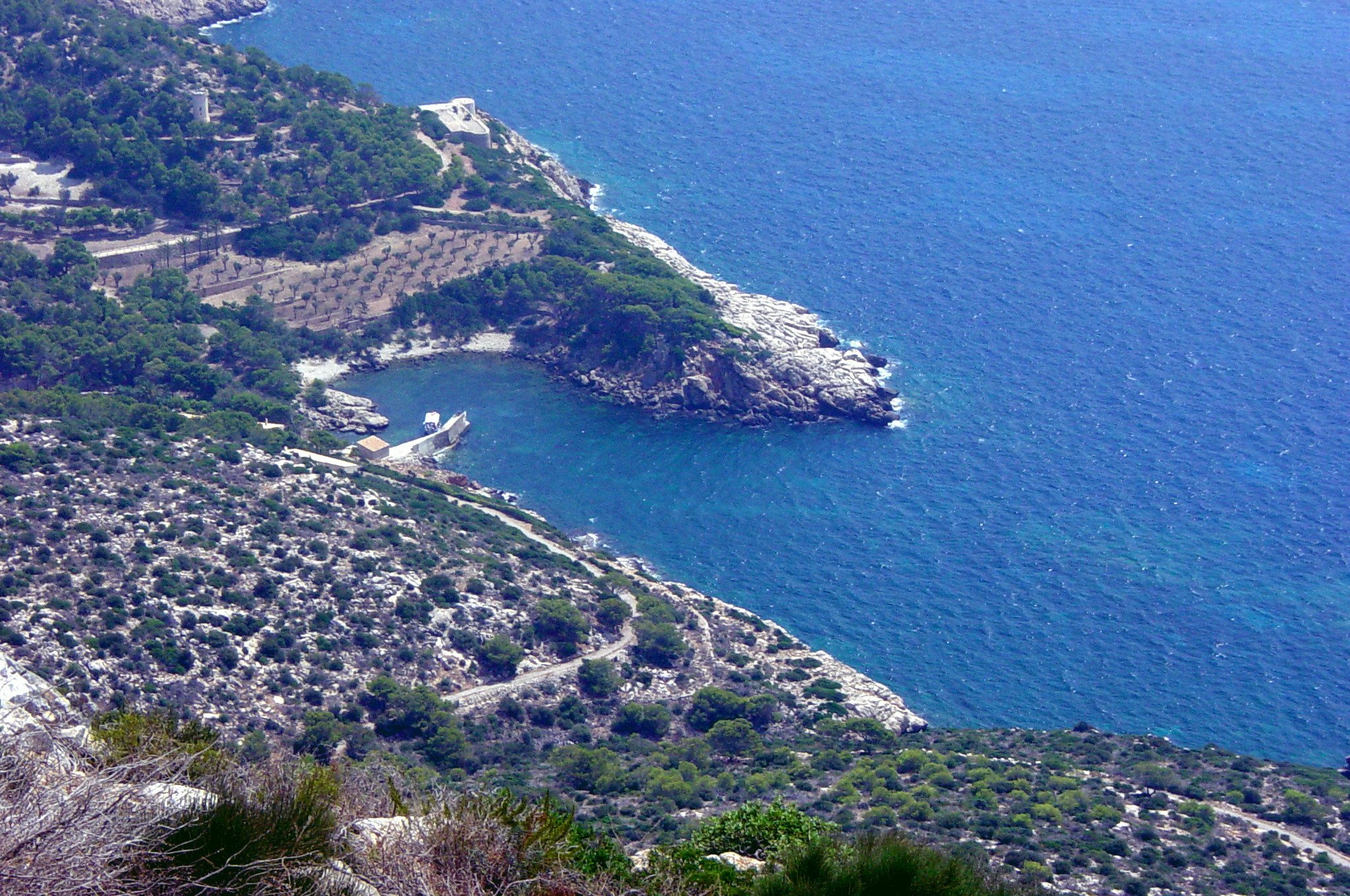
Der Naturhafen Cala Lladó

Außer einem kleinen römischen Gräberfeld in der Nähe von Es Lladó wurden keine weitere Hinweise auf eine vor- oder frühgeschichtliche Besiedlung gefunden. Keramikscherben in der Höhle Cova de sa Font (oder Cova des Moro) gehen bis auf das 4. Jahrhundert v. Chr. zurück, entsprechen in ihrer Typologie aber nicht der auf Mallorca zu dieser Zeit herrschenden Talayot-Kultur. Sie stammen vielmehr von karthagischen und römischen Seefahrern, die die Süßwasserquelle der Höhle nutzten.
Sa Dragonera war jahrhundertelang in erster Linie Anlaufstelle und Stützpunkt für Seeräuber, die in den zahlreichen Höhlen der Insel Unterschlupf und Versteck fanden. Am Ende des 16. Jahrhunderts wurden zum Schutz vor den Piraten zwei Wehrtürme auf der Insel errichtet – 1580 der Talaia de na Guinavera auf dem 353 Meter hohen Puig de na Pòpia und 1585 der Torre de Llebeig an der gleichnamigen Bucht im Süden der Insel. Letzterer hat die Jahrhunderte überstanden und wurde im Jahr 2004 restauriert.
1852 wurde auf dem Puig de na Pòpia ein 12 Meter hoher Leuchtturm samt zwei Wohnungen für die Leuchtturmwärter errichtet. Dieser konnte seine Aufgabe allerdings nie befriedigend erfüllen, weil er aufgrund seiner Lage insbesondere bei schlechtem Wetter – an dem er am meisten gebraucht wurde – oft in den Wolken oder im Nebel lag. Daher wurde er bereits 1910 wieder aufgegeben und durch zwei Türme an der Nordost- (den Far de Tramuntana) und der Südwestspitze (den Far de Llebeig) ersetzt.
Danach war die Insel lange Zeit weitgehend sich selbst überlassen und wurde zu einer Heimstatt für Vögel und Reptilien.
1941 erwarb Joan Flexas die Insel und begann in der Gegend von Cala Lladó eine kleine Landwirtschaft aufzubauen. In den Jahren danach diente Dragonera (auch Flexas selbst) wieder als Schmugglerstützpunkt.
1974 schließlich verkaufte Flexas die Insel an das Bankenkonsortium PAMESA, das daraufhin Planungen für mehrere angeblich naturnahe Feriendörfer auf der Insel erstellte. 1200 Häuser, ein Yachthafen für 600 Schiffe, Hubschrauberlandeplätze, ein Kasino und weitere Infrastruktur sollten entstehen. Obwohl die Planungen bereits genehmigt waren, gelang es Naturschützern mit breiter Unterstützung der Malloquiner, den Baubeginn immer wieder zu verzögern. Nach einem zehnjährigen Prozess erließ 1984 die Audiencia Nacional de España ein vollständiges Bauverbot für die Insel. 1987 kaufte der mallorquinische Inselrat Sa Dragonera, um die Insel in ein Schutzgebiet umzuwandeln. Seit 1995 hat sie zusammen mit den Nachbarinseln Pantaleu und Sa Mitjana den Status eines Naturparks („Parque Natural“).

## Touristisches

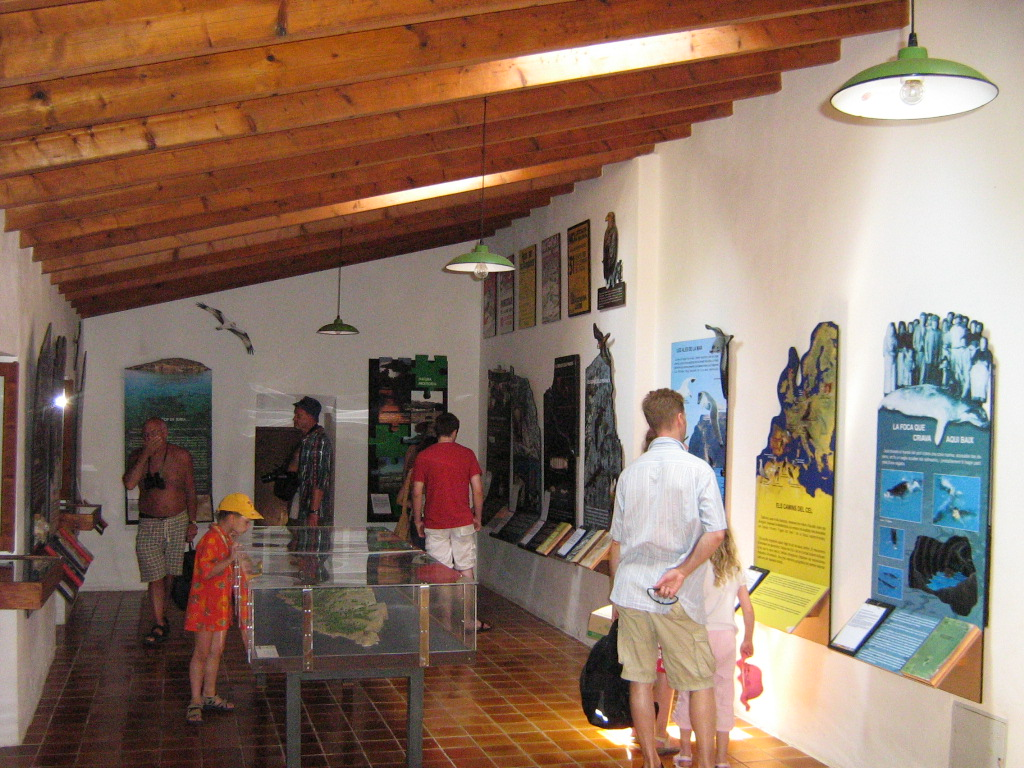
Blick in die Rangerstation

Sa Dragonera ist von Sant Elm und Port d’Andratx aus mit Booten zu erreichen und steht unter Naturschutz. Der Naturhafen von Sa Dragonera liegt in der Bucht Cala Lladó, deutsch in etwa: Räuberbucht. Unmittelbar am Naturhafen befindet sich eine kleine Rangerstation.

## Wanderungen
Die Insel kann auf eigene Faust auf vier ausgeschilderten Wanderwegen erkundet werden. Sie beginnen alle am Bootsanleger in der Cala Lladó. Route 1 führt zum Aussichtspunkt Na Miranda (hin und zurück 1,1 km); Route 2 hat den Leuchtturm am Cap de Tramuntana zum Ziel (hin und zurück 4 km), Route 3 den Leuchtturm am Cap de Llebeig (hin und zurück 9,2 km). Route 4 steigt zum 353 m hohen Gipfel des Na Pòpia auf (hin und zurück 8,4 km).

## Sonstiges
- In der Verfilmung des Romans Das Böse unter der Sonne von Agatha Christie wird die Insel im Vor- und Abspann als fiktiver Schauplatz der Handlung gezeigt (tatsächlich gedreht wurde aber auf Mallorca und in einem Londoner Filmstudio).
- In dem Kriminalroman Mallorquinisches Blut von Martín Solanes (eigentlich Martine Mairal), führt die Spur der Verbrechen auf die Dragonera.

## Karten
- Mapa Topográfico Nacional de España 1:25000, hg. vom Instituto Geográfico Nacional (Madrid), Blätter 697-II und 697-IV